# Donald John Charles Bures
Donald John Charles Bures ist ein kanadischer Mathematiker und Hochschullehrer, der über Operatoralgebra forschte. Nach ihm ist die Bures-Metrik benannt. 

## Leben
Bures besuchte die Highschool Central Collegiate Institute in Calgary (Abschluss 1955) und studierte Mathematik und Physik an der Queen’s University in Kingston, Ontario (Abschluss 1958). Er wurde 1961 an der Princeton University in Mathematik mit einer Dissertation über The Type of Certain Factors Constructed as Infinite Tensor Products promoviert. Sein Doktorvater war Israel Halperin. Er war Professor für Mathematik an der University of British Columbia, wo er 1971 zum Direktor der Department of Mathematics ernannt wurde. Dieses Amt hatte er bis 1978 inne. Bures wurde im Jahr 1997 emeritiert.
Im Jahr 1973 wurde er in die Royal Society of Canada aufgenommen.
Bures' mit Abstand meistzitierte Arbeit erschien 1969 in den Transactions of the American Mathematical Society. Darin führt er eine Metrik auf den normalen Zuständen auf W*-Algebren ein und konnte damit den Satz von Kakutani über die Äquivalenz von Produktmaßen auf abelsche Algebren verallgemeinern. Die Metrik spielt als Bures-Metrik eine wichtige Rolle in der Quanteninformatik und Quantenmetrologie, da der durch sie bestimmte Abstand ein Maß für die Unterscheidbarkeit von Quantenzuständen darstellt.

## Schriften
- Donald Bures: An Extension of Kakutani’s Theorem on Infinite Product Measures to the Tensor Product of Semifinite w*-Algebras. In: Transactions of the American Mathematical Society. Band 135, 1969, S. 199–212, doi:10.2307/1995012.
- Abelian subalgebras of Von Neumann algebras. American Mathematical Society, Providence, R.I. 1971.